# سیارک ۱۷۵۳۶۵
سیارک ۱۷۵۳۶۵ (به انگلیسی: 175365 Carsac، نامگذاری:2005QO143) صد و هفتاد و پنج هزار و سیصد و شصت و پنجمین سیارک کشف شده‌است که در ۳۱ اوت ۲۰۰۵ کشف شد.